# Свобода (фільм, 2009)
«Свобода» (фр. Liberté, ром. Korkoro) — фільм-драма французького режисера Тоні Гатліфа. У 2009 році отримав Гран-прі Монреальського кінофестивалю.

## Сюжет
Події в фільмі відбувається у сільській місцевості Франції у 1943 році, під час колабораціоністського уряду Франції. Застряглий в окупованій країні маленький табір румунських циган бродить, ховаючись від німецьких солдатів. Їх переслідує «привид», а коли вони ловлять його, виявляється, що це дев'ятирічний французький хлопчик Клод, який втік з сиротинця. Захоплений їх кочовим способом життя, він вирішує залишитися з ними і приєднується до каравану ромів. Скрипаль Талош, з розумом десятирічного дитини, дає Клодові прізвисько «Бідолаха» (Коркоро). Вони стають найкращими друзями …

## Ролі виконують
- Марк Лавуан[fr] — Теодор Росьєр
- Марі-Жозе Кроз[fr] — панна Лунді
- Джеймс Тьєррі — Фелікс Лавіль, «Талош»
- Карло Брант  — Како
- Бояна Панич[sr] — Тіна
- Арбен Байрактарай[fr] — Дарко

## Навколо фільму
- Фільм Тоні Гатліфа «Свобода» є першою вагомою кінострічкою, доступною для широкої громадськості, що дає розуміння генезису трагедії французьких циган, які з осені 1940 року були поступово інтерновані у приблизно тридцятьох таборах, звідки багатьох з них вивезли до нацистських таборів смерті[2].
- Прототипом для створення образу панни Лунді у фільмі послужила Іветт Лунді — вчителька французького села, розміщеного в зоні, окупованій під час Другої світової війни. Вона не без труднощів переконала циганів, які приїхали поселятися в село під час жнив, відправити своїх дітей до школи[3].
- Завдяки невблаганності шкільної вчительки, колишній концтабір «Монтрей-Беле»[fr], де цигани були інтерновані під час Другої світової війни, класифікували як історичну пам'ятку[4].
- За винятком Джеймса Тьєррі, який є французом, актори, що грають членів циганської сім'ї, походять з Румунії, Албанії, Косово, Грузії та Сербії. Жінка, яка грає бабусю, російського походження, але живе в Осло.
- Зараз історики вважають, що з двох мільйонів циган, які жили в Європі до війни, в нацистських таборах смерті було вбито від 250 000 до 500 000[2].
- Музичні інструменти, якими користуються у фільмі, привезені з Трансільванії, вони ідентичні до інструментів 1943 року. Навіть колючий дріт з тих часів, щоб його розшукати в Румунії творцям фільму прийшлося проїхати близько 300 кілометрів[2].
- Цигани, які знімалися у фільмі, прибули з Трансільванії. Вони пробули три-чотири місяці у Франції. Вони не знали сценарію, як і всі інші актори, вони не знали, що «Талош», якого вони обожнювали, буде убитий у фільмі. І коли прийшла сцена де в нього стріляють, вони почали кричати, у люті, вони справді билися з жандармами[2].

## Нагороди
- 2010 Нагорода Всесвітнього Монреальського кінофестивалю:
  - Гран-прі Америки (Grand prix des Amériques) — Тоні Ґатліф
  - найпопулярніший фільм фестивалю — Тоні Ґатліф
  - приз екуменічного журі — Тоні Ґатліф
- 2010 Нагорода Єрусалимського міжнародного кінофестивалю:
  - почесна відзнака «Дух свободи» — Тоні Ґатліф